# Zastava R357
 (août 2023).

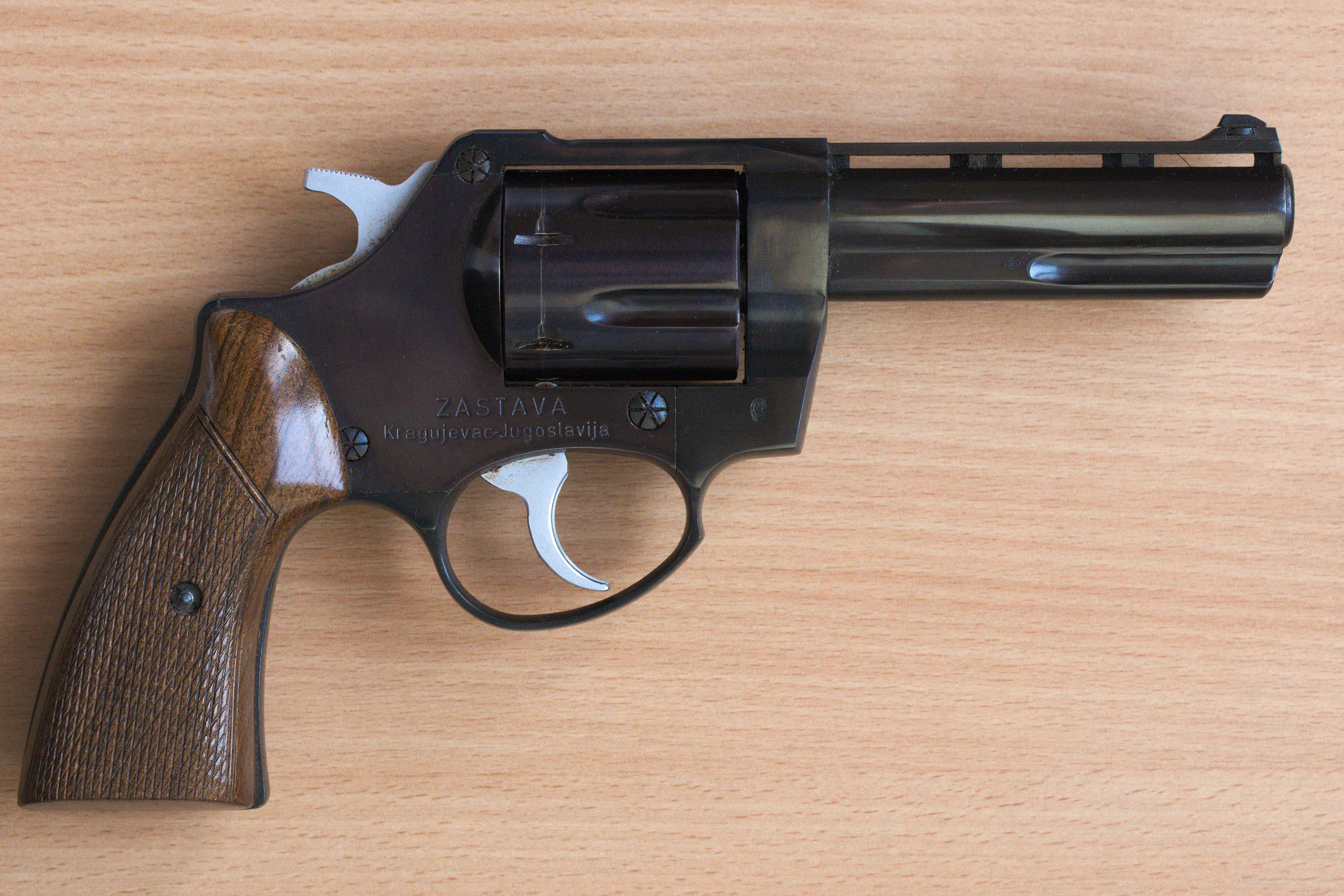
Le Zastava R 357 en version Police.

Le Zastava R357 (pour Revolver .357 Magnum) est un revolver polyvalent de gros calibre de fabrication serbe.

## Présentation
Commercialisé dès 1987 sous le nom de Zastava M83 (date de sa conception) puis  Zastava M83/87 est produit par ZCZ jusqu'en 1992 en calibre .357 Magnum ou 9 mm Luger (avec un barillet de rechange).Il armait les combattants bosniaques, croates, macédoniens, kosovars, serbes et slovènes lors des Guerres de Yougoslavie.À la suite du conflit des Balkans de 1991-1995, les Zastava M57 et M88 se sont  répandus dans les mains des  criminels européennes à commencer par Mafia albanaise et la Mafia serbe.
En 1999, l'usine serbe de Kragujevac reprend la production sous le nom de  Zastava R357. Depuis cette date, le R357 équipe au côté du Zastava CZ-99 les policiers serbes de la PTJ. Ce révolver est aussi popupulaire dans les Balkans pour les civils cherchant une arme de défense personnelle.

## Technique
Construit sur une carcasse en acier de taille moyenne, le R357  possède une platine à simple et double action.
Ses plaquettes de crosse peuvent être   en bois ou en plastique. Son  barillet bascule à gauche. Son canon à manchon long possède une bande ventilée.

## Les Versions
Il existe 3 variantes du R 357 :
- Version Défense : canon de 2,5 pouces.
- Version Police : canon de 4 pouces.
- Version Sport : canon de 6 pouces.

| Variante | Calibre                 | Longueur | Canon  | Masse    | Capacité     |
| -------- | ----------------------- | -------- | ------ | -------- | ------------ |
| Défense  | .357 Magnum/.38 Spécial | 195 mm   | 64 mm  | 0.900 kg | 6 Cartouches |
| Police   | .357 Magnum/.38 Spécial | 235 mm   | 102 mm | 1 kg     | 6 Cartouches |
| Sport    | .357 Magnum/.38 Spécial | 285 mm   | 152 mm | 1.18 kg  | 6 Cartouches |

## Sources
- W.FOWLER, A. NORTH & CH. STRONGE, L'Encyclopédie illustrée des pistolets, revolvers, mitraillettes & pistolets mitrailleurs, Terres éditions, 2013 (traduction française d'un ouvrage collectif anglais)
- L'Encyclopédie de l'Armement mondial,  par J. Huon (éditions Grancher,7 tomes, 2011-2015).